# Prix William-Gilbert
Pour les articles homonymes, voir Gilbert.
Le prix William Gilbert est une distinction scientifique présentée chaque année par la section Géomagnétisme et paléomagnétisme de l'Union américaine de géophysique depuis 2003 et est « en reconnaissance d'un travail exceptionnel et désintéressé dans le magnétisme des matériaux terrestres et de la Terre et des planètes ». Les lauréats sont choisis en fonction de leur excellence démontrée dans les domaines suivants : (1) rigueur scientifique, originalité et impact ; (2) leadership et service à la communauté de recherche en géomagnétisme et paléomagnétisme ; et/ou (3) le développement de nouveaux domaines et méthodes de recherche interdisciplinaires. Tous les deux ans, le prix est décerné à un scientifique en début de carrière. Le prix porte le nom de l'astronome William Gilbert qui a proposé le premier le concept d'un champ géomagnétique dans De Magnete (en) (publié en 1600).

## Lauréats
| Année | Nom                     |
| ----- | ----------------------- |
| 2022  | Courtney Sprain         |
| 2021  | Richard Blakely         |
| 2020  | Roger Fu                |
| 2019  | Suzanne M. McEnroe      |
| 2018  | Lennart de Groot        |
| 2017  | John Booker             |
| 2016  | Ron Shaar               |
| 2015  | Michael Jackson         |
| 2014  | Nicholas Swanson-Hysell |
| 2013  | Catherine Constable     |
| 2012  | Robert E. Kopp          |
| 2011  | Joseph Kirschvink (en)  |
| 2010  | Sabine Stanley (en)     |
| 2009  | Dennis Kent             |
| 2008  | France Lagroix          |
| 2007  | Robert S. Coe           |
| 2006  | Richard J. Harrison     |
| 2005  | James E.T. Channell     |
| 2004  | Andrew Jackson          |
| 2003  | Subir K. Banerjee (de)  |

## Voir également
- Liste de géophysiciens (en)
- Liste de prix de géophysique (en)